# Welterbe in Bosnien und Herzegowina
Zum Welterbe in Bosnien und Herzegowina gehören (Stand 2024) fünf UNESCO-Welterbestätten, davon drei Stätten des Weltkulturerbes und zwei Weltnaturerbe. Bosnien und Herzegowina ist der Welterbekonvention 1993 beigetreten, die erste Stätte wurde 2005 in die Welterbeliste aufgenommen. Die bislang letzte Welterbestätte wurde 2024 eingetragen.

## Welterbestätten
Die folgende Tabelle listet die UNESCO-Welterbestätten in Bosnien und Herzegowina in chronologischer Reihenfolge nach dem Jahr ihrer Aufnahme in die Welterbeliste (K – Kulturerbe, N – Naturerbe, K/N – gemischt, (G) – auf der Liste des gefährdeten Welterbes).
| Bild             | Bezeichnung                                                                           | Jahr | Typ | Ref. | Beschreibung |
| ---------------- | ------------------------------------------------------------------------------------- | ---- | --- | ---- | --- |
| (weitere Bilder) | Bereich der Alten Brücke in der Altstadt von Mostar (Lage)                            | 2005 | K   | 946  | Die symbolisch bedeutungsvolle Alte Brücke (Stari most) in Mostar wurde 1556 bis 1566 unter Süleyman I. erbaut. 1993 wurde sie im Bosnienkrieg zerstört. 2004 wurde die durch UNESCO-Gelder mitfinanzierte Rekonstruktion des Bauwerkes wieder eingeweiht. Erfülltes Kriterium für Weltkulturerbe: vi. |
| (weitere Bilder) | Mehmed-Paša-Sokolovic-Brücke in Višegrad (Lage)                                       | 2007 | K   | 1260 | Die Brücke wurde von 1571 bis 1577/78 errichtet. Sie ist 180 Meter lang und sechs Meter breit. Erfüllte Kriterien für Weltkulturerbe: ii., iv. |
| (weitere Bilder) | Friedhöfe mit Stećci – mittelalterliche Grabsteine (Lage)                             | 2016 | K   | 1504 | Stećci (Singular Stećak) sind Grabsteine in der Balkanregion, die meist auf das 14. und 15. Jahrhundert datiert werden. Sie sind einzeln stehend oder in Nekropolen anzutreffen. Transnationale Welterbestätte gemeinsam mit Kroatien, Montenegro und Serbien. Aus Bosnien und Herzegowina sind 20 Stätten eingetragen: Radimlja, Grčka glavica im Dorf Biskup, Kalufi in Krekovi, Borak im Dorf Burati, Maculje, Dugo polje bei Blidinje, Gvozno, Grebnice – Radmilovića Dubrava – Baljci, Bijača, Olovci, Mramor in Musići, Kučarin in Hrančići, Boljuni, Dolovi im Dorf Umoljani, Luburića polje, Potkuk in Bitunja, Bečani, Mramor in Vrbica, Čengića Bara und Ravanjska vrata. Erfüllte Kriterien für Weltkulturerbe: iii., vi. |
| (weitere Bilder) | Alte Buchenwälder und Buchenurwälder der Karpaten und anderer Regionen Europas (Lage) | 2021 | N   | 1133 | Transnationales Welterbe mit 17 weiteren Ländern in Europa. In Bosnien und Herzegowina gehört dazu das Schutzgebiet Prašuma Janj. Erfülltes Kriterium für Weltnaturerbe: ix. |
| (weitere Bilder) | Vjetrenica-Höhle, Ravno (Lage)                                                        | 2024 | N   | 1673 | Die Vjetrenica-Höhle weist eine große Zahl verschiedener, zum Teil endemischer, Arten auf. Damit ist sie einer der weltweit bedeutendsten Lebensräume für Höhlenfauna. Einige der in der Vjetrenica-Höhle vorkommenden Arten sind sogenannte „lebende Fossilien“ Erfülltes Kriterium für Weltnaturerbe: x. |

## Tentativliste
In der Tentativliste sind die Stätten eingetragen, die für eine Nominierung zur Aufnahme in die Welterbeliste vorgesehen sind.
Mit Stand 2024 sind neun Stätten in der Tentativliste von Bosnien und Herzegowina eingetragen, die letzte Eintragung erfolgte 2019.
Die folgende Tabelle listet die Stätten in chronologischer Reihenfolge nach dem Jahr ihrer Aufnahme in die Tentativliste.
| Bild                                                                | Bezeichnung                                                         | Jahr | Typ | Ref. | Beschreibung |
| ------------------------------------------------------------------- | ------------------------------------------------------------------- | ---- | --- | ---- | ------------ |
| Sarajevo – einzigartiges Symbol universeller Multikultur            | Sarajevo – einzigartiges Symbol universeller Multikultur (Lage)     | 1997 | K   | 906  |              |
| Das natürliche und architektonische Ensemble von Jajce              | Das natürliche und architektonische Ensemble von Jajce              | 2006 | K/N | 2098 |              |
| Die Altstadt von Počitelj                                           | Die Altstadt von Počitelj (Lage)                                    | 2007 | K   | 5092 |              |
| Das natürliche und architektonische Ensemble von Blagaj             | Das natürliche und architektonische Ensemble von Blagaj             | 2007 | K/N | 5280 |              |
| Das natürliche und architektonische Ensemble von Blidinje           | Das natürliche und architektonische Ensemble von Blidinje           | 2007 | K/N | 5281 |              |
| Das natürliche und architektonische Ensemble von Stolac             | Das natürliche und architektonische Ensemble von Stolac             | 2007 | K/N | 5282 |              |
| Strenges Naturreservat Perućica-Urwald                              | Strenges Naturreservat Perućica-Urwald                              | 2017 | N   | 6260 |              |
| Jüdischer Friedhof Sarajevo                                         | Jüdischer Friedhof Sarajevo                                         | 2018 | K   | 6334 |              |
| Komplex der Travertin-Wasserfälle in Martin Brod - Una Nationalpark | Komplex der Travertin-Wasserfälle in Martin Brod - Una Nationalpark | 2019 | N   | 6400 |              |